# Hylaea rubronervat
Hylaea rubronervat är en fjärilsart som beskrevs av Gustav Fridolin Albers 1941. Hylaea rubronervat ingår i släktet Hylaea och familjen mätare. Inga underarter finns listade i Catalogue of Life.